# Юг Дюбоск
Юг Дюбоск  (фр. Hugues Duboscq, 29 серпня 1981) — французький плавець, олімпійський медаліст.

## Виступи на Олімпіадах
| Олімпіада   | Дисципліна                    | Місце |
| ----------- | ----------------------------- | ----- |
| Сідней 2000 | плавання на 100 метрів брасом | 16    |
| Сідней 2000 | комплексна естафета 4 × 100   | 7     |
| Афіни 2004  | плавання на 100 метрів брасом | 3     |
| Афіни 2004  | плавання на 200 метрів брасом | 25    |
| Афіни 2004  | комплексна естафета 4 × 100   | 5     |
| Пекін 2008  | плавання на 100 метрів брасом | 3     |
| Пекін 2008  | плавання на 200 метрів брасом | 3     |
| Пекін 2008  | комплексна естафета 4 × 100   | 9     |